# Francesco Sani
Francesco Sani (Greenbrae, 16 luglio 2002) è un pallavolista italiano, con cittadinanza statunitense, schiacciatore del Verona.

## Carriera

### Club
La carriera di Francesco Sani a livello di club con il The St. James, mentre e livello scolastico disputa i tornei del Maryland con la Walter Johnson HS. Dopo il diploma approda nella lega universitaria NCAA Division I con la UC Irvine, dove gioca dal 2020 al 2023, venendo inserito anche nella seconda squadra All-America.
Nella stagione 2023-24 firma il suo primo contratto professionistico in Italia, dove partecipa alla Superlega con il Verona, venendo tesserato come italiano.

### Nazionale
Viene convocato nella nazionale statunitense under 19 per disputare il campionato mondiale 2019.
Nel 2021 debutta in nazionale maggiore in occasione della NORCECA Final Six, dove si aggiudica la medaglia di bronzo; un anno dopo conquista altri due bronzi, ancora alla NORCECA Final Six e poi alla Coppa panamericana.
Nel 2025, dopo aver cambiato nazionalità sportiva, fa il suo esordio con la nazionale italiana, conquistando nello stesso anno la medaglia di bronzo ai XXXII Giochi mondiali universitari estivi.

## Palmarès

### Nazionale (competizioni minori)
- NORCECA Final Six 2021
- NORCECA Final Six 2022
- Coppa panamericana 2022
- Giochi mondiali universitari estivi 2025

### Premi individuali
- 2023 - All-America Second Team